# کلیسای خارک
کلیسا ی خارک مربوط به دوره ساسانیان است و در شهرستان بوشهر، غرب جزیره خارک واقع شده و این اثر در تاریخ ۱۶ آذر ۱۳۷۷ با شمارهٔ ثبت ۲۲۰۴ به‌عنوان یکی از آثار ملی ایران به ثبت رسیده است.